# سحلية دودية أمازونية
سحلية دودية أمازونية أو سحدودة أمازونية (الاسم العلمي: Amphisbaena amazonica) هي نوع من الزواحف يتبع جنس السحلية الدودية من الفصيلة السحالي الدودية.